# Archibald Bulloch

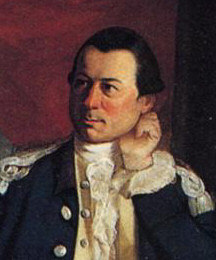
Archibald Bulloch

Archibald Bulloch (* 1730; † 22. Februar 1777 in Savannah, Georgia) war Jurist, Politiker und zweiter Gouverneur von Georgia.

## Leben
Bulloch studierte Jura, lebte und arbeitete als Jurist mit eigener Praxis und Staatsmann in Charleston, Province of South Carolina. 1757 diente er im Rang eines Lieutenant in einem Regiment von South Carolina. 1762 zog er nach Savannah, wurde 1775 Delegierter von Georgia im Kontinentalkongress und De-facto-Gouverneur von Georgia in den ersten Tagen der amerikanischen Revolution. 1776 wurde er als Nachfolger von George Walton Gouverneur von Georgia. Nach dem Ende seiner Amtszeit wurde Button Gwinnett Gouverneur.
Sein Sohn William Bellinger Bulloch war später Repräsentant von Georgia im US-Senat und sein Ur-Ur-Enkel war der spätere US-Präsident Theodore Roosevelt. Das Bulloch County in Georgia wurde nach ihm benannt.